# عليق قاسي الأوبار
عليق قاسي الأوبار أو العليق الأمريكي أو التوت الأحمر أو الفريز (الاسم العلمي:Rubus strigosus ) هو نوع نباتي يتبع جنس العليق من الفصيلة الوردية.  

## الموئل
تنمو في معظم مناطق أمريكا الشمالية.

## الوصف النباتي
شجيرة معمرة تنتج ثمارًا تشبه ثمار التوت و يكون لونها أحمرًا عند النضج. الساق شائكة. تنتشر السوق بالجذامير. النبات قائم يصل ارتفاعه إلى حوالي المتر. الثمرة متكدسة يصل طولها 1-2 سم وقطرها 1-1.5 سم. عند قطفها تظل قاعدتها ملتصقة بالنبات.